# Eugène Descaves
Eugène Louis Descaves, né à Paris le 21 octobre 1863 et mort le 15 février 1934 dans cette même ville, est un commissaire de police et collectionneur d'art français.

## Biographie

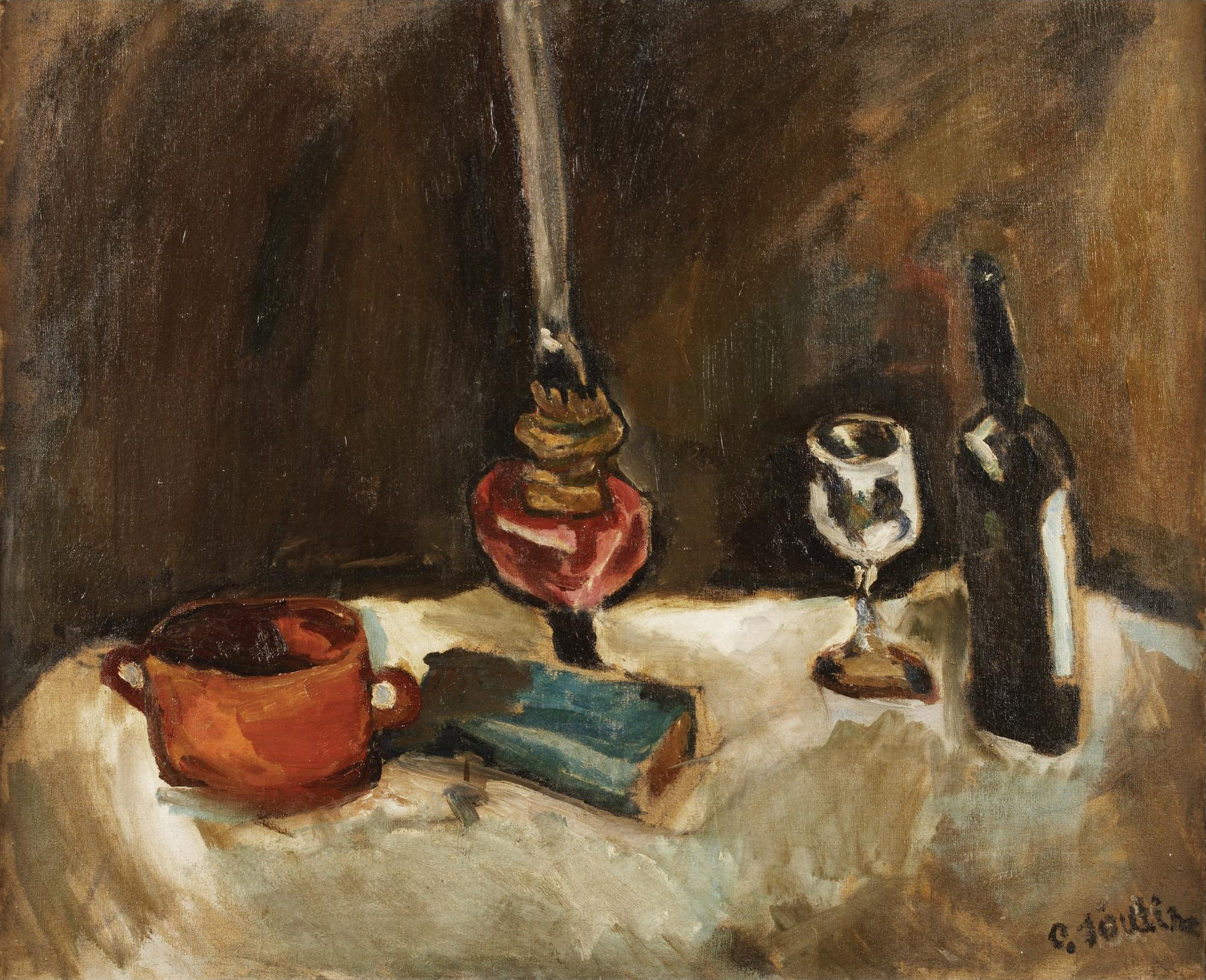
Nature morte à la lampe (vers 1916) de Soutine, vendue par Descaves à Drouot le 2 juin 1928.

Eugène Louis Descaves est le fils du graveur Alphonse Louis Descaves (1830-1890) et de Hélène Marie Louise Château (1839-1882). Il est le frère de l'écrivain Lucien Descaves et père de la pianiste Lucette Descaves.
Commissaire de police, il a collectionné des œuvres notamment de Picasso, Matisse, Derain, Vlaminck, Utrillo, Soutine, Modigliani, Marquet. « Il est resté célèbre pour avoir payé 200 francs à Utrillo assez de toiles pour en emplir un fiacre. »
En 1910, il est nommé chevalier de la Légion d'honneur.
Il a vendu une partie de sa collection à l'hôtel Drouot en 1919, lors d'une des toutes premières ventes publiques de l'École de Paris. 
Époux de Berthe Jeanne Jeulin dite Gravollet, il était ami du collectionneur et, comme lui, commissaire de police Léon Zamaron.

## Distinctions
- Chevalier de la Légion d'honneur (1910)